# Anna Achšarumova
Anna Markovna Achšarumova (in russo Анна Марковна Ахшарумова?; Mosca, 9 gennaio 1957) è una scacchista statunitense di origine sovietica.
Vinse il campionato sovietico femminile nel 1976 e 1984.
Nel campionato sovietico femminile del 1983 di Tallinn vinse l'ultima partita per il tempo contro la sua principale rivale Nana Ioseliani, portandosi a 12 punti contro gli 11 della Ioseliani. La Ioseliani presentò un ricorso al comitato arbitrale interfederale lamentando il cattivo funzionamento dell'orologio. Il giorno successivo il ricorso fu accettato e venne disposta la ripetizione della partita. La Achšarumova però si rifiutò di giocare e il risultato venne ribaltato, lasciando il titolo alla Ioseliani.
Nel 1986 emigrò col marito, il grande maestro Boris Gul'ko, negli Stati Uniti.
L'anno successivo vinse il campionato statunitense femminile col punteggio pieno di 9 su 9.
Partecipò con la nazionale femminile statunitense a tre olimpiadi degli scacchi dal 1988 al 1996, ottenendo il 60,6 % dei punti.
Attualmente vive col marito a Cambridge nel Massachusetts.